# هلمتا (نیوجرسی)
هلمتا (به انگلیسی: Helmetta) شهری در ایالت نیوجرسی کشور ایالات متحده آمریکا است که جمعیت آن در سرشماری سال ۲۰۱۰ میلادی، ۲٬۱۷۸ نفر بوده‌است.